# 梁金泉 (1940年)
梁金泉（1940年7月—），男，汉族，河北定县人，中华人民共和国政治人物，曾任中华全国工商业联合会第一副主席、党组书记，中共中央统战部副部长，第八、九、十、十一届全国政协委员。